# Iryna Khliustava
Iryna Khliustava, née le 25 août 1978 à Louninets, est une athlète biélorusse, spécialiste du sprint. Elle mesure 1,75 m pour 62 kg. Son club est de Vitebsk.

## Dopage
À la suite du scandale de dopage concernant la Russie, 454 échantillons des Jeux olympiques de Pékin en 2008 ont été retestés en 2016 et 31 se sont avérés positifs dont Anastasiya Kapachinskaya et Tatyana Firova, médaillées d'argent du relais 4 x 400 m. Par conséquent, Khliustava et ses coéquipières, 4e de la finale, pourraient se voir attribuer la médaille de bronze de ces Jeux si l'échantillon B (qui sera analysé en juin) se révèle également positif.

## Palmarès

### Championnats du monde d'athlétisme en salle
- Championnats du monde d'athlétisme en salle de 2008 à Valence ( Espagne)
  -  Médaille d'argent en relais 4 × 400 m

### Championnats d'Europe d'athlétisme en salle
- Championnats du monde d'athlétisme en salle de 2002 à Autriche ( Autriche)
  -  Médaille d'or en relais 4 × 400 m
- Championnats du monde d'athlétisme en salle de 2007 à Birmingham ( Royaume-Uni)
  -  Médaille d'or en relais 4 × 400 m